# Preiskovalci na delu: NCIS Los Angeles (TV-serija)
Preiskovalci na delu: NCIS Los Angeles (izvirno NCIS: Los Angeles) je ameriška komična drama, ki jo je premierno prikazal CBS 22. septembra 2009.
NCIS: Los Angeles je oddelek za posebne projekte, oddelka NCIS-a, katerega naloga je lov na nevarne in izmuzljive kriminalce, ki predstavljajo resno grožnjo državni varnosti. Ekipa visoko usposobljenih agentov, ki prevzemajo lažne identitete in se pri svojem delu poslužujejo najsodobnejše tehnologije, da bi se prebili globoko v svet kriminala, pri svojem lovu na najbolj zakrnele kriminalce vsakodnevno tvega svoja življenja.

## Sezone
| Sezone   | Epizode | Prvič predvajano na CBS           | Prvič predvajano na TV3              |
| -------- | ------- | --------------------------------- | ------------------------------------ |
| 1.sezona | 24      | 22. september 2009 - 25. maj 2010 | 9. september 2010 - 17. februar 2011 |
| 2.sezona | 24      | 21. september 2010 - danes        |                                      |

### Prva sezona
/

### Druga sezona
/

## Glavni igralci
- Chris O'Donnell - posebni agent G. Callen
- Peter Cambor - terenski psiholog Dr. Nathaniel "Nate" Getz
- Daniela Ruah - posebna agentka Kensi Blye
- Eric Christian Olsen - Marty Deeks
- Barrett Foa - tehnični operater Eric Beal
- Linda Hunt - Henrietta "Hetty" Lange
- LL Cool J - nekdanji prpadnik elitne enote marincev, posebni agent Sam Hanna

## Nagrade in priznanja
- 2010 Nominacija za nagrado Image (igralec LL Cool J)
- 2010 Nominacija za nagrado People's Choice (naj nova TV-serija)